# Family Media
Family Media GmbH & Co. KG ist ein Verlag für Kinder- und Familientitel im deutschsprachigen Raum.
Von Januar 2004 bis Juli 2009 war family Media ein Joint Venture der Axel Springer AG, Berlin, und der OZ-Verlags GmbH, Rheinfelden (Baden), an dem die Partner zu je 50 % beteiligt waren. Zum 1. Juli 2009 erwarb Verleger Christian Medweth, der mit seinem Bruder Michael unter anderem alleiniger Inhaber der OZ Verlags GmbH ist, den 50-Prozent-Anteil, den die Axel Springer AG an der Family Media hielt, und wurde damit alleiniger Gesellschafter des Verlages in Freiburg im Breisgau. Das Unternehmen gibt die Familienzeitschriften Familie&Co, Baby&Co, KINDERZEIT und VEGAN für mich sowie die Buchreihen der Marke Velber im Familienratgeber und edukativen Kinderbuchbereich heraus.
Am Unternehmenssitz in Freiburg im Breisgau wurden zeitweise (Stand: Juni 2013) zwölf Mitarbeiter beschäftigt.
Ein langfristiger Absatzrückgang und eine schwierige Anzeigensituation, führten 2012 und 2013 zu einem Stellenabbau und der Einstellung der Zeitschriften Spielen und Lernen, Lillebi und einer  Verringerung der Auflage der Zeitschrift Baby & Co. Auch die Kinderzeitschriften spiel mit und Treff wurden 2012 eingestellt. 2020 zog das Unternehmen von Freiburg nach Rheinfelden um.